# Ćatići (kanton zenicko-dobojski)
Ćatići – wieś w Bośni i Hercegowinie, w Federacji Bośni i Hercegowiny, w kantonie zenicko-dobojskim, w mieście Visoko. W 2013 roku liczyła 2 mieszkańców – Boszniaków.